# Lithobiomorpha
Los litobiomorfos (Lithobiomorpha) son un orden de miriápodos de la clase de los quilópodos que incluye los populares ciempiés. Tienen el cuerpo alargado y poseen 15 pares de patas, lo cual los diferencia de los escolopendromorfos, que también contiene especies denominadas vulgarmente ciempiés, que tienen de 21 a 23 pares.

## Taxonomía
Los litobiomorfos incluyen dos familias:
- Familia Henicopidae
- Familia Lithobiidae

La mayoría de las especies presentes en la península ibérica pertenecen a la familia Lithobiidae, concretamente a los géneros Lithobius y Eupolybothrus.
Los craterostigmomorfos (Craterostigmomorpha), clasificados antiguamente como uno suborden de los litobiomorfos, se han separado en orden propio.